# Mezquita pintada de Tetovo

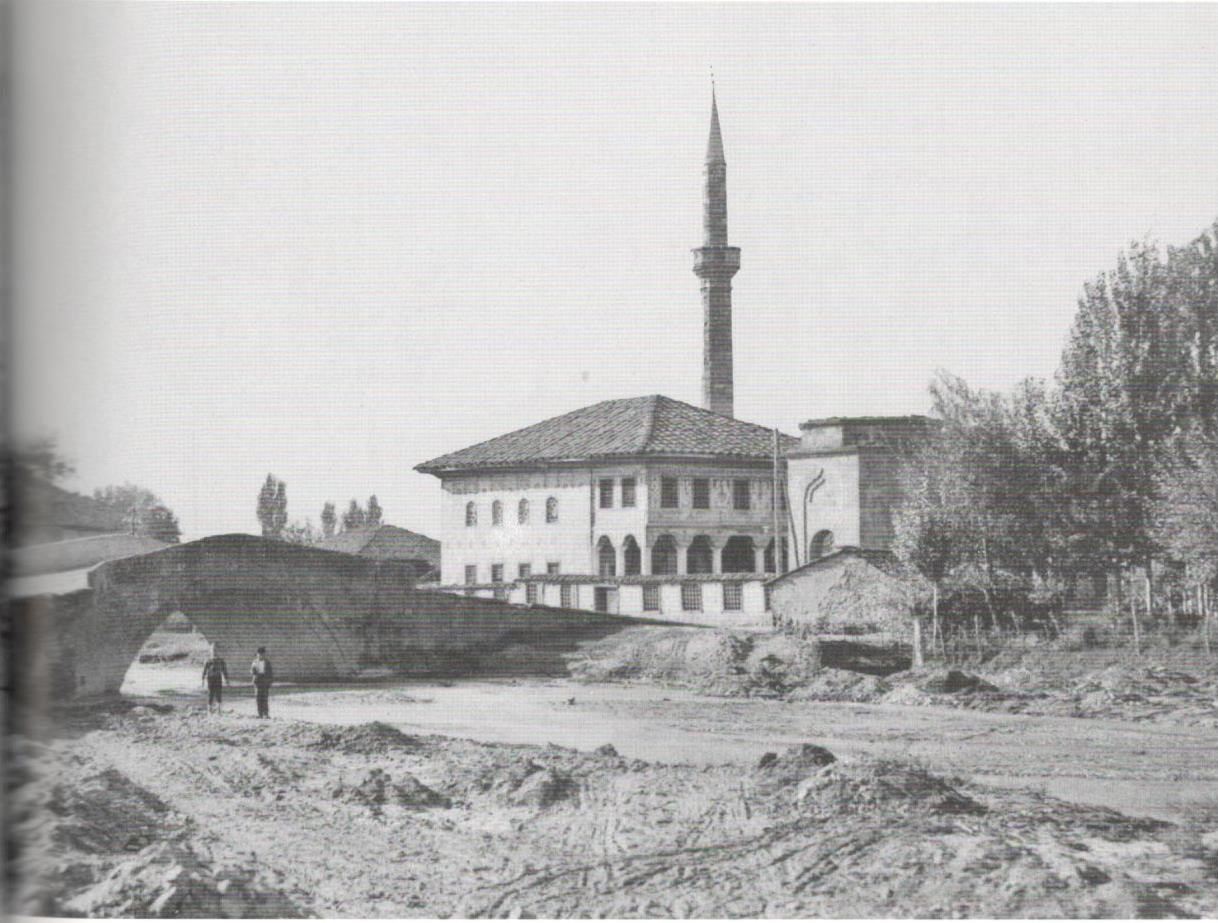
La mezquita pintada de Tetovo, en una imagen de 1932.

La denominada Mezquita pintada en Tetovo, Macedonia del Norte (en macedonio: Шарена Џамија; en albanés: Xhamia e Larme; en turco: Alaca Cami), es un lugar de culto musulmán de época otomana y uno de los más conocidos edificios de esta ciudad.
La mezquita fue construida en 1495. En su actual forma y ornamentación, sin embargo, corresponde ya a la primera mitad del siglo XIX, durante el mandato de Abdurahman Pasha. Consta de alminar, una turbe, monumento funerario del periodo otomano, fuente y una sala de oración de planta cuadrada, iluminada con 30 ventanas, cubierta con bóveda que destaca por la decoración pictórica de los muros interiores y exteriores; dentro destacan representaciones de arquitecturas en un estilo ecléctico, que muestran terrazas, cúpulas, mihrabs, todas al fresco seco, y en el exterior, motivos geométricos, columnas, etc.